# Icosagen
Quattromed, agora Icosagen AS é uma das principais empresas de biotecnologia da Estônia na prestação de serviços médicos de diagnóstico e execução programas de pesquisa personalizado para a indústria biofarmacêutica, fundada em 1999. A partir de 2 de março de 2009, Icosagen AS é o nome da nova empresa do Quattromed Ltd.